# دلینی اشنل
دلینی اشنل (انگلیسی: Delaney Schnell؛ زادهٔ ۲۱ دسامبر ۱۹۹۸) شیرجه‌رو زن اهل ایالات متحده آمریکا است.
وی در مسابقات کشوری و بین‌المللی در مجموع برندهٔ ۱ مدال نقره، ۲ مدال برنز شده‌است.